# Leo Igwe

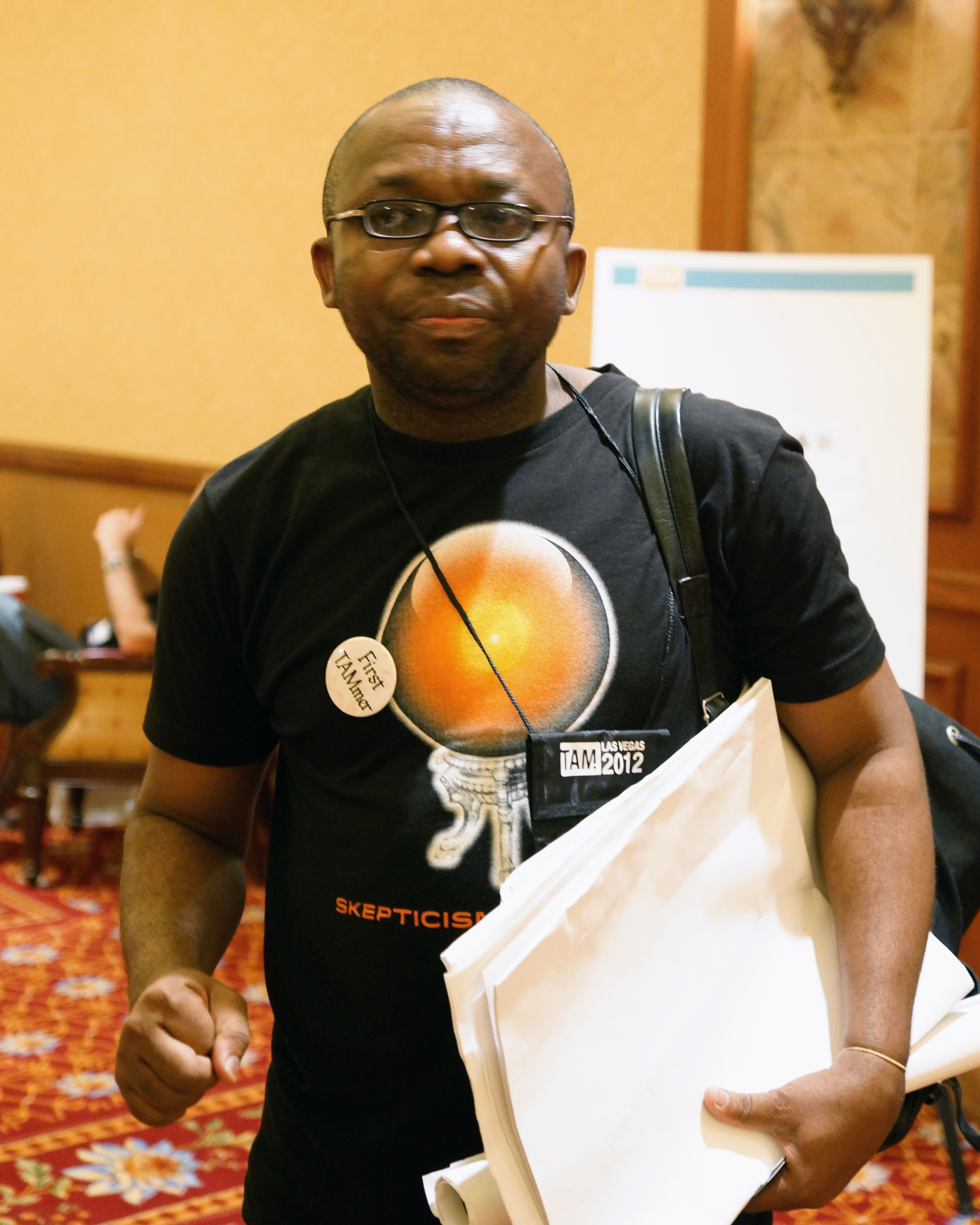
Leo Igwe 2012 in Las Vegas

Leo Igwe (* 26. Juli 1970) ist ein nigerianischer Menschenrechtsaktivist und Humanist. Er war Repräsentant der Internationalen Humanistischen und Ethischen Union für West- und Süd-Afrika. Er hat sich darauf spezialisiert, gegen den Glauben an Hexenkinder in Afrika vorzugehen, sowie dessen Auswirkungen zu dokumentieren. Seine Menschenrechtsarbeit brachte ihn in Konflikt mit hochrangigen „Hexen-Gläubigen“ wie der Liberty Foundation Gospel Ministries. Er wurde bei seinen Menschenrechtsaktionen in Nigeria mehrmals festgenommen. Er ist seit 2012 Research Fellow der James Randi Educational Foundation, bekämpft die Effekte von Aberglaube und ist Teil der Skeptikerbewegung.

## Leben
Igwe wuchs im Südwesten Nigerias auf. Er beschreibt sein Elternhaus als streng katholisch inmitten einer extrem abergläubischen Nachbarschaft. Mit zwölf Jahren besuchte Igwe ein Seminar, um sich zu einem katholischen Priester ausbilden zu lassen, doch der Konflikt zwischen christlicher Theologie und dem Glauben an Hexen und Zauberer, der „tief in der nigerianischen Gesellschaft verwurzelt ist“, beschäftigte ihn. Nachdem er eine Weile geforscht hatte, fühlte er einen inneren Konflikt aufgrund der „merkwürdigen Mischung von Tribalismus und fundamentilistischem Christentum“, von der er glaubt, dass sie „die Entwicklung Afrikas behindere“. Er schied mit 24 Jahren aus dem Seminar aus und zog nach Ibadan, Nigeria.
Igwe betreibt Forschungen zu diesem Thema an der Universität Bayreuth im Rahmen seines Doktoratsstudiums, nachdem er bereits ein Studium in Philosophie an der Universität von Calabar in Nigeria mit einem Master abgeschlossen hat.

## Menschenrechtsarbeit
Igwe ist ein Junior Fellow der Bayreuth International Graduate School of African Studies, ein Teil des Instituts für Afrikastudien der Universität Bayreuth. Sein Forschungsprojekt trägt den Titel „Witchcraft Accusation – A Case Study of Northern Ghana“.
In einem Artikel für die Zeitschrift Free Inquiry im Herbst 2000, zählte Igwe verschiedene Wege auf, in denen religiöse Extremisten in Nigeria die lokalen Verwaltungen vereinnahmten und zum Durchsetzen religiöser Rechtsprechung benutzten, womit sie die Menschenrechte in diesen Gebieten beeinträchtigten.
2004 schrieb Igwe, dass in Nigeria der Glaube an Zauberei zu rituellen Tötungen und Menschenopfern führt, wobei er anmerkte, dass Frauen und Kindern mit höherer Wahrscheinlichkeit „negative“ Zauberfähigkeiten oder -tätigkeiten zugeschrieben, Männer hingegen häufiger als Besitzer gutmütiger Zauberkräfte dargestellt werden.
In einem Dokumentarfilm der BBC von 2008, Saving Africa's Witch Children, ist Igwe zu sehen, da eine der Hauptpersonen die „Hexenjägerin“ Helen Ukpabio war. Der Film erzählt von „schrecklichen Verbrechen gegen Kinder, denen Hexerei vorgeworfen wird“, und wurde 2010 auch von HBO gezeigt. Außerdem folgt er den Bemühungen Sam Itaumas, Gründer des Child Rights and Rehabilitation Network (CRARN), das missbrauchten oder ausgesetzten Kindern Unterkunft und Schutz bietet, sowie denen Gary Foxcrofts, dem Gründer von Stepping Stones Nigeria.
Bei der Afrikanischen Kommission der Menschenrechte und der Rechte der Völker in Banjul 2009 vertrat Igwe die Internationale Humanistische und Ethische Union, wobei er für die IHEU die Diskriminierung aufgrund von Kastenzugehörigkeit in Afrika kritisierte.
In seiner Rede wies er auf die Diskriminierung der Osu hin, eine Gruppe die von manchen als Zugehörige einer niederen Klasse angesehen werden: „[Die Osu] werden weiterhin diskriminiert und erniedrigt, besonders in den Bereichen Heirat und Familie, Recht auf Eigentum und Erbschaft, Zugang zu Land, politische Rechte und Vertretung, Bildung, Entwicklung, Infrastruktur und Verteilung der grundlegenden Notwendigkeiten“.
Nach einem Bericht der Europäische Humanistische Föderation drangen im Jahr 2010 Soldaten und Polizisten in Igwes Haus ein, aufgrund einer „falschen Mordanzeige“, die angeblich von einem Mann erhoben wurde, den Igwe zuvor versucht hatte wegen angeblicher sexueller Übergriffe auf eine Zehnjährige vor Gericht zu bringen. Es heißt dort auch, Igwe sei bereits dreimal verhaftet worden, seit er an dem Vergewaltigungsfall arbeitete, jedes Mal aufgrund angeblicher böswilliger Anschuldigungen, weshalb David Pollock von der EHF dem damaligen Vizepräsidenten Nigerias, Goodluck Jonathan, schrieb, um auf Igwes Fall aufmerksam zu machen.
Nach Berichten der EHF wurden später, im August 2010, Igwes Haus und seine Familie attackiert, wobei zwei Unbekannte seinen Vater tätlich angriffen und ihm die Augen verbanden, was „schwere Verletzungen in seinem Gesicht und an seinem Kopf“ zur Folge hatte und die chirurgische Entfernung eines Auges notwendig machte. Der Fall wurde von Amnesty International aufgenommen, nachdem die Polizei sich Berichten zufolge weigerte, Ermittlungen aufzunehmen.
Am 11. Januar 2011 wurde Igwe „von Polizisten festgehalten und geschlagen“, während er in Uyo, Akwa Ibom, versuchte, zwei Kinder die Opfer von Hexereivorwürfen waren, zu retten. Laut Sahara Reporters (New York), als Teil von Anstrengungen des lokalen Gouverneurs Godswill Akpabio, „die Kontrolle von Aktivisten zu erhöhen, die die Rettung von Kindern, denen Zauberei vorgeworfen wird, betreiben“. Igwe wurde später ohne Anklageerhebung entlassen, so Gary Foxcroft von Stepping Stones Nigeria, und sei wohlauf.

## Liberty Gospel Church
Igwes Arbeit gegen Hexereivorwürfe umfasste auch Lobbyarbeit für die Durchsetzung eines nigerianischen Gesetzes, das es verbietet, Kinder der Zauberei zu bezichtigen, was ihn in Konflikt mit den Liberty Foundation Gospel Ministries, einer Pfingstbewegungsgruppe, brachte, insbesondere mit Pastorin Helen Ukpabio, der von Igwe und anderen vorgeworfen wird, so ein Artikel in der New York Times, mit ihren Lehren „zu Folter oder Aussetzen tausender nigerianischer Kinder – darunter Kleinkinder und Säuglinge –, die unter Verdacht stehen, Hexen oder Zauberer zu sein“ beigetragen zu haben.
Am 29. Juli 2009 sollte Igwe auf einer Konferenz in Calabar, Nigeria, sprechen um „das Aussetzen, Foltern und Töten von Kindern, die für Hexen gehalten werden“ zu verurteilen. Als er gerade seine Rede beginnen wollte, stürmten mehr als 150 Mitglieder der Liberty Gospel Church in den Saal und griffen Igwe an. Er wurde „geschlagen und beraubt, seine Kamera, sein Geld und sein Mobiltelefon entwendet, bevor er in eine nahegelegene Polizeistation flüchten konnte, um Hilfe zu suchen“. Ein Teil der Vorgänge wurde auf Film festgehalten. Nach diesem Angriff verklagte das Oberhaupt der Liberty Gospel Church, Pastorin Helen Ukpabio, die lokale Regierung, verschiedene Kritiker und auch Igwe auf 2 Milliarden Naira (etwa 13,4 Millionen Euro, 2009) und einen „zeitlich unbegrenzten Unterlassungbefehl“, der ihre Kritiker zum Schweigen bringen sollte. Ukpabios Klage wurde später von Richter P.J. Nneke vom Federal High Court in Calabar abgewiesen. Als Antwort auf die Kritik von Igwe und Anderen sagte Ukpabio im Interview mit Mark Oppenheimer von der New York Times, dass „ihre filmischen Darstellungen von besessenen Kindern, die sich im Mondschein versammeln, um menschliches Fleisch zu verschlingen“ (wie man es in ihrem Film End of the Wicked sieht), nicht ernst gemeint seien. Sie sagt auch, dass der Dokumentarfilm Saving Africa's Children der BBC „das Problem der ausgesetzten Kinder übertreibt oder erfindet“. Oppenheimer schreibt weiter: „Gefragt, wie sie sich so sicher sein könne, sagte sie ‚weil ich aus Afrika bin!‘ In Afrika, sagte sie ‚sind Familienverbände zu stark, um ein Kind auf der Straße zu haben‘“.

## Skeptiker

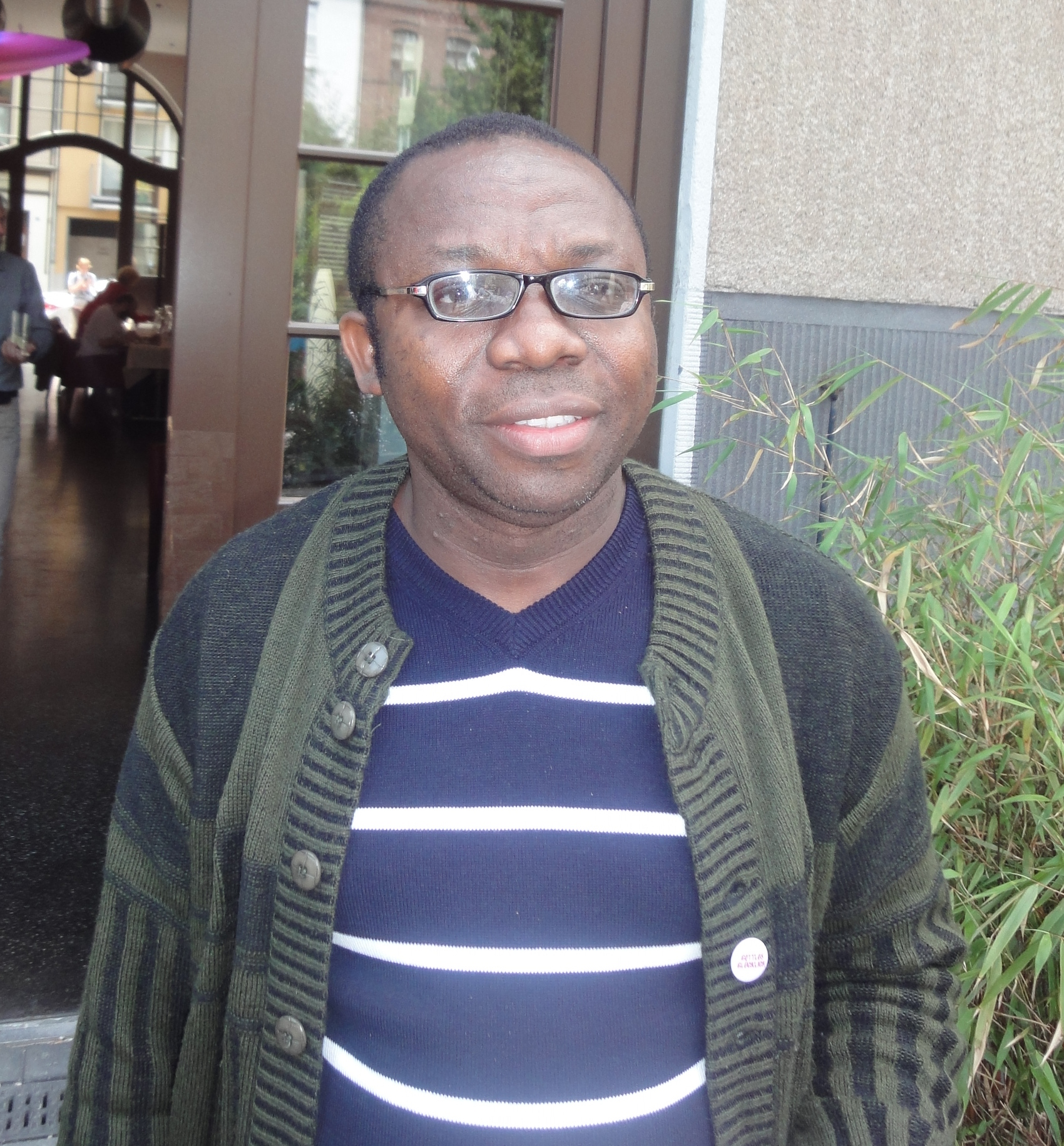
Leo Igwe

Igwes Rolle als Koordinator der nigerianischen Humanistenbewegung führte dazu, dass er für seinen außergewöhnlichen Beitrag zum weltweiten Atheismus den Freidenker Award während der Stars of Freethought Convention 2005 verliehen bekam. Die Veranstaltung wurde von der Atheist Alliance International und Atheists United veranstaltet. Außerdem war Igwe auch ein führender Organisator und Moderator für die erste internationale humanistische Konferenz in Subsahara-Afrika 2007. Igwe war auch Mitglied des Verwaltungsrats der Atheist Alliance International, wo er dazu beitrug, die Zusammenarbeit mit der nigerianischen Humanistenbewegung zu verbessern, was dazu führte, dass diese sowohl den AAI International Freidenker Award als auch den AAI Community Cooperation Award verliehen bekam.
Als ein Direktor des Center For Inquiry–Nigeria wurde Igwe 2009 für den BBC World Service interviewt. Er sprach über die Anstrengungen der Organisation, das Bewusstsein für die Gewalt und die Vernachlässigung, die Folgen des Glaubens an Hexerei seien, zu steigern. Dies seien Folgen, die sowohl aus dem Glauben an die Praktizierung von Hexerei, als auch aus Angst vor Magie resultierten. 2012 schrieb Igwe A Manifesto for a Skeptical Africa, was die Unterstützung mehrerer Aktivisten in Afrika sowie die von Mitgliedern der Skeptikerbewegung weltweit erfuhr.
Igwe präsentierte auf der 6. Weltskeptikerkonferenz (18.–20. Mai 2012) in Berlin ein Plakat mit grausamen Schilderungen der Unsäglichkeiten, die ihm und vielen seiner Unterstützer in Afrika widerfahren sind, während sie gegen die Verfolgung und Ermordung von Kindern und Randgruppen protestierten, sowie des Unvermögens der Strafverfolger und religiöser Führer, diesen Grausamkeiten zu begegnen.
Am 12. Juli 2012 nahm Igwe an einer Podiumsdiskussion auf dem Amaz!ng Meeting 2012 teil. Igwes Präsentation beschäftigte sich mit der Tatsache, dass Armut sowohl das Angebot von als auch die Nachfrage nach selbsternannten Exorzisten antreibt, welche, so Igwe, verzweifelte Gemeinschaften ausnutzen und damit das Aussetzen oder die Vernachlässigung von Kindern hervorrufen. Mit dem Podiumsteilnehmer Eran Segev (zu dem Zeitpunkt President der Australian Skeptics) und dem Moderator Brian Thompson (Outreach Director, JREF) diskutierte Igwe seine Anstrengungen für Menschenrechte und die schädlichen Auswirkungen von Aberglaube und Zaubereivorwürfen in Nigeria, Ghana und Malawi, sowie die Absicht, öffentlich auf die Aktivitäten von Hexenjägern aufmerksam zu machen.
Im Oktober 2012 wurde Igwe zum Research Fellow der James Randi Educational Foundation (JREF) ernannt.